# O lume se destramă
O lume se destramă (în engleză Things Fall Apart) este romanul de debut al scriitorului nigerian Chinua Achebe. Publicat în 1958 de Editura Heinemann, romanul descrie viața lui Okonkwo, liderul tradiționalist al clanului fictiv Umuofia, aflat în conflict cu colonialismul și misionarismul creștin din Igboland. Titlul romanului provine de la un vers din poemul „A doua venire” de W. B. Yeats.
O lume se destramă este considerat un text de referință în literatura nigeriană anglofonă, și o lucrare seminală pentru înțelegerea literaturii africane în Occident. Dramaturgul nigerian Wole Soyinka l-a descris drept „primul roman de limbă engleză care vorbește din interiorul personajului african, mai degrabă decât să-l portretizeze pe african ca pe un exotic, așa cum l-ar vedea omul alb”.

## Personaje principale
- Okonkwo, protagonistul romanului; războinic respectat din satul Umuofia
- Nwoye, fiul cel mare al lui Okonkwo
- Ikemefuna, fiul adoptiv al lui Okonkwo
- Ezinma, fiica favorită a lui Okonkwo
- Uchendu, unchiul lui Okonkwo, stabilit în satul Mbanta
- Obierika, cel mai bun prieten al lui Okonkwo
- Domnii Brown și James Smith, misionari creștini

## Rezumat

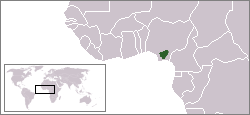
Plasată la finele secolului al XIX-lea, acțiunea romanului se desfășoară în satele igbo ale Nigeriei.

Okonkwo este un luptător respectat din Umuofia, un clan al poporului igbo. El se străduiește să fie opusul tatălui său, Unoka, un debitor indolent, incapabil să-și întrețină familia. Okonkwo muncește din greu de la o vârstă fragedă pentru a-și construi renumele și bogăția. Obsedat de forță și disciplină, își bate adesea soțiile și copiii.
Okonkwo este ales să fie tutorele lui Ikemefuna, luat ca acord de pace între Umuofia și un alt clan, după ce tatăl băiatului a ucis o femeie. Ikemefuna îl privește pe Okonkwo ca pe al doilea său tată. Oracolul din Umuofia pronunță, în cele din urmă, că băiatul trebuie sacrificat. Ezeudu, bătrânul satului, îl avertizează pe Okonkwo să stea departe de ucidere, dar acesta ignoră avertismentul, și înfăptuiește singur cumplita misiune. După uciderea lui Ikemefuna, Okonkwo se simte bântuit de tristețe și coșmaruri.
În timpul funerariilor lui Ezeudu, arma lui Okonkwo se descarcă, și îl ucide accidental pe fiul acestuia. Ca pedeapsă, Okonkwo și familia sa sunt exilați în Mbanta, satul natal al mamei lui, timp de șapte ani, pentru a-i împăca pe zei.
Sosiți în Mbanta, Okonkwo află că oamenii albi s-au stabilit în Umuofia, cu intenția de a-și impune religia. Fiul lui Okonkwo, Nwoye, devine curios cu privire la misionari, și, după ce este bătut de tatăl său pentru ultima oară, decide să își părăsească familia pentru a trăi independent. Nwoye este introdus în noua religie de către domnul Brown, un misionar respectuos. În ultimul an de exil, Okonkwo îl însărcinează pe cel mai bun prieten al său, Obierika, să îi construiască două colibe pentru a avea un cămin în care să se întoarcă împreună cu familia sa.
Întorcându-se din Mbanta, Okonkwo își găsește satul schimbat de prezența oamenilor albi. După ce un convertit comite sacrilegiul de a demasca un bătrân care întruchipa un spirit ancestral al clanului, satul se răzbună distrugând o biserică creștină locală. În replică, Okonkwo și alți câțiva lideri sunt luați ca prizonieri până la plata unei usturătoare amenzi. Indignați, oamenii din Umuofia se adună, în cele din urmă, pentru o revoltă. Okonkwo disprețuiește, prin natura sa, orice dovadă de lașitate, și pledează pentru război.
În final, Okonkwo răbufnește și decapitează unul dintre mesagerii autorităților albe. Atunci când este căutat pentru a fi luat la judecată, coloniștii constată că Okonkwo s-a sinucis, convins că nu poate duce lupta singur. Obierika se străduiește să nu cedeze în timp ce deplânge moartea prietenului său.

## Recunoaștere
Lansarea romanului a contribuit la deschiderea drumului pentru numeroși alți scriitori africani. Romancierii care au publicat după Achebe au reușit să găsească o modalitate elocventă și eficientă de exprimare a situației sociale, istorice și culturale specifice Africii moderne. Înainte de O lume se destramă, majoritatea romanelor despre Africa fuseseră scrise de autori europeni, portretizându-i pe africani ca pe niște sălbatici care aveau nevoie de lumina occidentală. Achebe s-a detașat de această viziune exterioară, portretizând societatea igbo într-o lumină binevoitoare. Acest demers a permis cititorului să examineze efectele colonialismului european dintr-o perspectivă diferită.
Revista Time a inclus romanul în lista 100 Best English-language Novels from 1923 to 2005. În 2019, BBC News a inclus O lume se destramă pe lista celor mai influente 100 de romane.